# Former Chicago Historical Society Building
Le Former Chicago Historical Society Building (aussi connu comme le Old Chicago Historical Society Building) est un bâtiment de styles néo-roman et néogothique situé à Chicago, dans l'État de l'Illinois aux États-Unis. Il se trouve au 632 North Dearborn Street, à l'angle nord-ouest de Dearborn Street et Ontario Street, dans le secteur de Near North Side. Construit en 1892, l'édifice revêtu de granite est un excellent exemple de l'architecture de style roman richardsonien d'Henry Ives Cobb, un architecte également connu à Chicago pour avoir conçu la Newberry Library.
En 1997, le bâtiment a été désigné comme un Chicago Landmark (monument historique de Chicago) par les membres de la Commission on Chicago Landmarks de la ville de Chicago. En 1978, il a été inscrit au Registre national des lieux historiques (National Register of Historic Places), sous le nom de « Old Chicago Historical Society Building », par le National Park Service.

## Description
Le bâtiment abrita la Chicago Historical Society à la suite de la destruction de son siège d'origine par le Grand incendie de Chicago de 1871 et avant son déménagement à Lincoln Park en 1931. Le Former Chicago Historical Society Building est généralement considéré comme l'une des plus belles œuvres de l'architecte de Chicago Henry Ives Cobb. La Chicago Historical Society (en français « Société historique de Chicago », également connue sous l'acronyme « CHS » ; remplacée par l'actuel musée d'histoire de Chicago) occupa ce bâtiment des années 1890 à 1931. 
Par la suite, le bâtiment fut utilisé par le prestigieux Institute of Design et par des studios d'enregistrement pour des artistes influents du blues et du rock 'n' roll dans les années 1950 et 1960. Le bâtiment abrita également un éditeur de magazines, la Work Projects Administration, le Loyal Order of Moose et le Chicago Institute of Design (1946-1956). Depuis 1985, le bâtiment fut converti en discothèque et abrita plusieurs discothèques qui se succédèrent dont le Limelight (1985-1989), l'Excalibur et Vision (1989-2012), et le Castle (depuis 2013) qui est un complexe de divertissement composé de quatre salles (Craft, Palladium, Dome Room et Cabaret).

### Chicago Historical Society

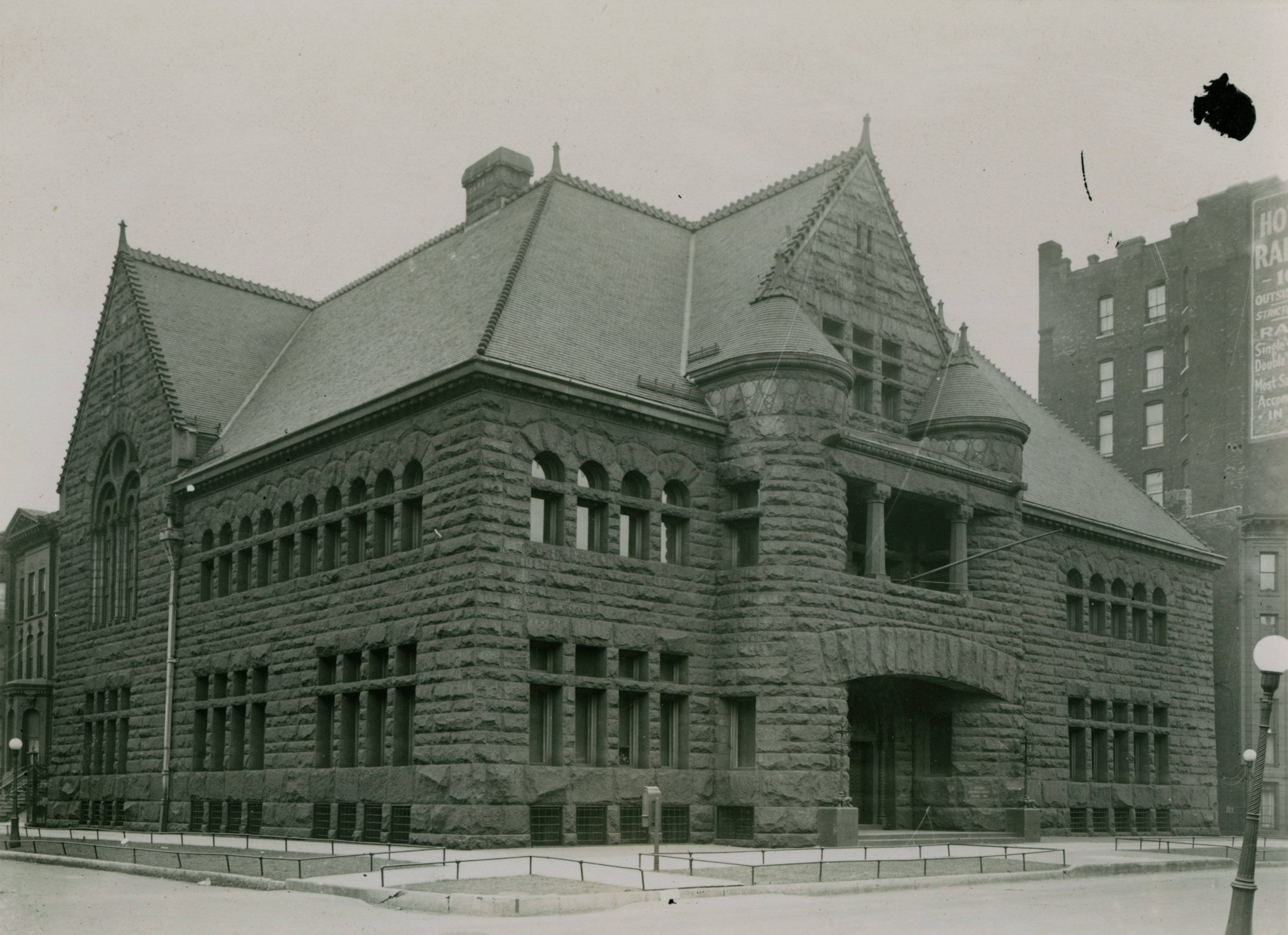
La Chicago Historical Society vers 1900.

La Chicago Historical Society (CHS) fut créée en 1856 pour relater l'histoire de la ville. Les missions de la CHS furent la gestion de ce musée historique municipal rassemblant archives et objets puis l'étude des différents événements, cultures et phénomènes liés à l'histoire de Chicago. Le siège original de la CHS fut incendié lors du Grand incendie de Chicago en 1871 et quasiment tous les objets de collections furent détruits. Plusieurs personnes pensèrent que le bâtiment était à l'épreuve du feu et se réfugièrent à l'intérieur, espérant être à l'abri des flammes. Malheureusement, le bâtiment fut constitué de matériaux très inflammables et des dizaines de personnes périrent.
Dans l'incendie, la CHS perdit également un grand nombre d'objets irremplaçables, comme l'exemplaire original de la proclamation d'émancipation d'Abraham Lincoln. À la suite de l'incendie, les membres de la Chicago Historical Society s'organisèrent pour reconstituer de nouvelles collections. Peu à peu, les membres finirent par collecter de nouvelles pièces qui furent stockées dans un bâtiment appartenant à l'un des membres les plus éminents de la CHS. Cependant, en 1874 un autre incendie (connu comme le « Deuxième incendie de Chicago ») détruisit la collection.
En 1892, la Chicago Historical Society fit construire son nouveau siège social au 632 Dearborn Street, dans le quartier de River North. Le style gothique du bâtiment, lui prêtant des allures de château médiéval, fut conçu par l'architecte Henry Ives Cobb, connu pour son style architectural romanesque et pour avoir conçu des dizaines de bâtiments à travers la ville. Les matériaux qui furent utilisés pour sa construction sont le granite rouge (en provenance d'une carrière du Wisconsin) pour les façades et les murs intérieurs et l'acier pour plusieurs éléments intérieurs. Le toit du bâtiment fut entièrement recouvert de granite car la Chicago Historical Society eut besoin d'une structure ignifuge pour protéger ses biens et le personnel. En 1931, elle abandonna son nom et emménagea dans l'actuel musée d'histoire de Chicago (Chicago History Museum), au sein de Lincoln Park, un des plus beaux parcs de la ville, dans le secteur du même nom.

### Discothèques

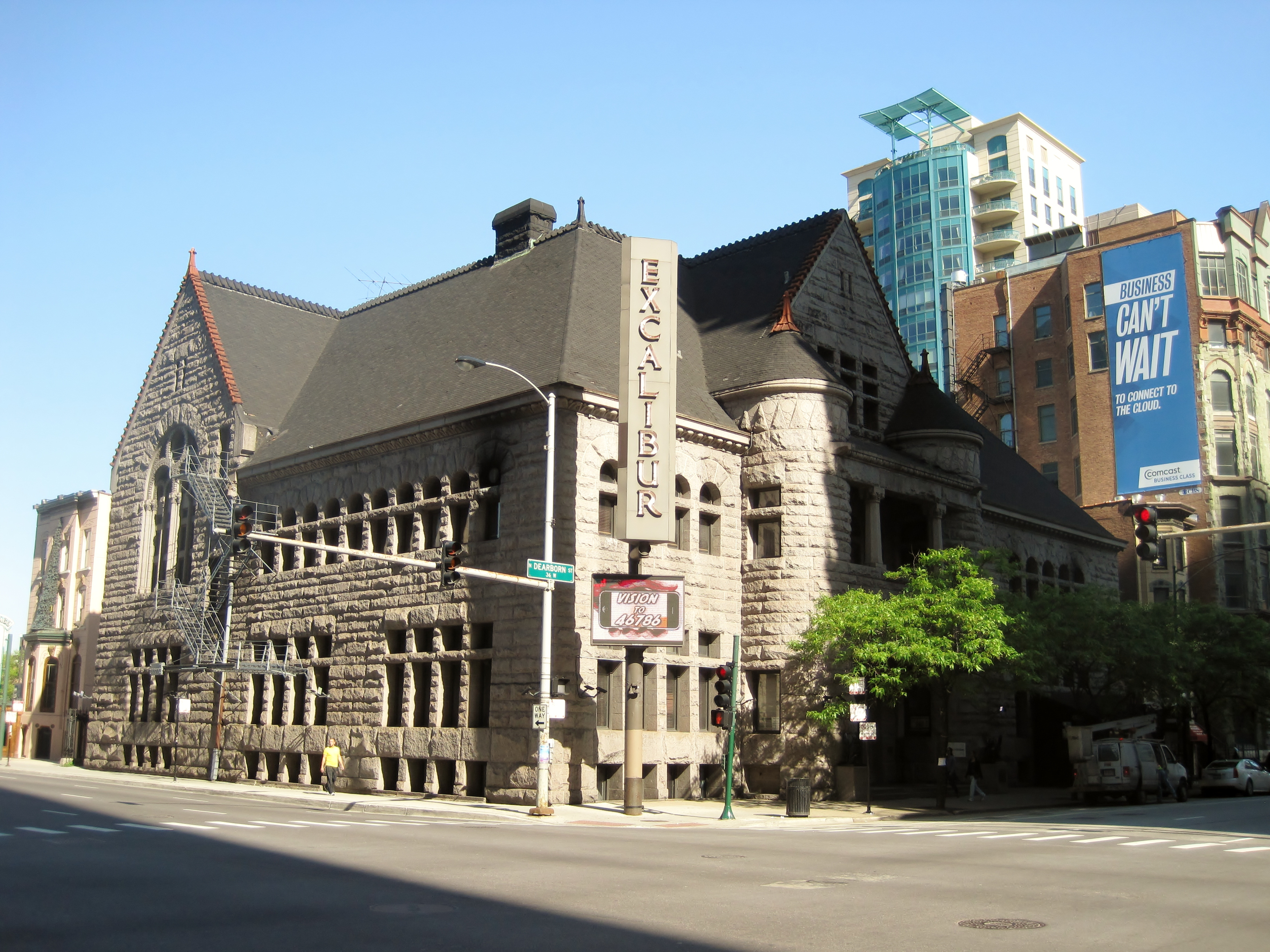
Le bâtiment, avec l'enseigne « Excalibur » du nom de la discothèque, en 2011.

Entre 1985 et 1989, l'homme d'affaires Peter Gatien, patron de la discothèque The Limelight, fut le propriétaire du Former Chicago Historical Society Building. En janvier 1989, Gatien vendit le bâtiment à l'entrepreneur Fred Hoffman pour 3,5 millions de dollars. Hoffman dépensa environ un million de dollars pour le rénover entièrement et, durant l'été 1989, il ouvrit l'Excalibur et le Vision, deux discothèques au sein du même bâtiment. Au moment de leur inauguration, les deux clubs formèrent ensemble le plus grand établissement de divertissement non hôtelier de la ville de Chicago.
La partie nord du bâtiment fut occupée par le Vision qui avait sa propre entrée. Le Vision fut une grande boîte de nuit dotée de plusieurs niveaux et de plusieurs salles qui s'adressèrent aux fans de hip-hop, de trance et/ou de musique house. Parmi les invités notables qui jouèrent au Vision, on peut citer la chanteuse américaine Rihanna, le groupe canadien MSTRKRFT, l'artiste Moby, le disc-jockey allemand Paul van Dyk, le disc-jockey italien Benny Benassi, le groupe allemand Cosmic Gate, les disc-jockeys néerlandais Armin van Buuren et Tiësto, le groupe Gabriel & Dresden, et le disc-jockey anglais Gareth Emery.
L'Excalibur et le Vision fermèrent à la mi-2012. Le 31 décembre 2012, après six mois de travaux, le club fut relancé sous le nom de « Chicago Castle ». Les travaux de rénovation pour remplacer les décorations, l'ensemble de l'éclairage et les systèmes de sonorisation, coûtèrent environ trois millions de dollars. Le Castle contient trois discothèques, un restaurant, un salon et un bar à cocktails artisanaux, ainsi que des aménagements pour les fêtes privées.
En mai 2014, le bâtiment fut racheté par la société Four Corners Tavern Group Inc. et cessa d'être exploité en tant que « Castle » au début de janvier 2015.